# Salles-d'Armagnac
Salles-d'Armagnac is een gemeente in het Franse departement Gers (regio Occitanie) en telt 117 inwoners (2009). De plaats maakt deel uit van het arrondissement Condom.

## Geografie
De oppervlakte van Salles-d'Armagnac bedraagt 6,2 km², de bevolkingsdichtheid is dus 18,9 inwoners per km².
De onderstaande kaart toont de ligging van Salles-d'Armagnac met de belangrijkste infrastructuur en aangrenzende gemeenten.

## Demografie
Onderstaande figuur toont het verloop van het inwonertal (bron: INSEE-tellingen).